# Lédenon
Lédenon é uma comuna francesa na região administrativa de Occitânia, no departamento de Gard. Estende-se por uma área de 19,44 km². Em 2010 a comuna tinha 1 614 habitantes (densidade: 83 hab./km²).